# Isaac Berger
Isaac „Ike” Berger (ur. 16 listopada 1936 w Jerozolimie, zm. 7 czerwca 2022) – amerykański sztangista, trzykrotny medalista olimpijski i wielokrotny medalista mistrzostw świata.

## Kariera
Jego ojciec był rabinem. Urodził się w Palestynie, ale jako nastolatek wyemigrował do Stanów Zjednoczonych. Startował w wadze piórkowej (do 60 kilogramów). Pierwszy sukces osiągnął w 1956 roku, kiedy podczas igrzysk olimpijskich w Melbourne zdobył złoty medal, ustanawiając wynikiem 352,5 nowy rekord świata w trójboju. W zawodach tych wyprzedził Jewgienija Minajewa z ZSRR i Polaka Mariana Zielińskiego. Na rozgrywanych rok później mistrzostwach świata w Teheranie zajął trzecie miejsce za Minajewem i Włochem Sebastiano Mannironim, jednak na mistrzostwach świata w Sztokholmie w 1958 roku ponownie był najlepszy. Podczas mistrzostw świata w Warszawie w 1959 roku, podobnie jak podczas igrzysk olimpijskich w Rzymie, zajął drugie miejsce, ulegając kolejno Zielińskiemu i Minajewowi. W 1961 roku zdobył swój ostatni złoty medal na imprezie tej rangi, zwyciężając na mistrzostwach świata w Wiedniu. Dwa lata później, na mistrzostwach świata w Sztokholmie był drugi za Japończykiem Yoshinobu Miyake. Ostatni sukces osiągnął w 1964 roku, zajmując drugie miejsce podczas igrzysk w Tokio, plasując się między Miyake a Mieczysławem Nowakiem.
Ponadto zwyciężył także na igrzyskach panamerykańskich w Chicago w 1959 roku i rozgrywanych cztery lata później igrzyskach panamerykańskich w São Paulo. Ustanowił cztery oficjalne rekordy świata, po jednym w wyciskaniu i podrzucie oraz dwa w trójboju.

## Starty olimpijskie
Melbourne 1956
- kategoria do 60 kilogramów – złoto

Rzym 1960
- kategoria do 60 kilogramów – srebro

Tokio 1964
- kategoria do 60 kilogramów – srebro